# Corculum cardissa
Corculum cardissa is een tweekleppigensoort uit de familie  Cardiidae. De wetenschappelijke naam werd gepubliceerd in 1758 door Carl Linnaeus in de tiende editie van Systema naturae.
De schelp is ongewoon van vorm en is afgeplat van achteren naar voren, in plaats van andersom. Hij leeft in het Indo-pacifische gebied.
Rechter en linker klep van hetzelfde exemplaar:

Rechter klep
Linker klep